# Rohrbach (Bajorország)
Rohrbach település Németországban, azon belül Bajorországban. Lakosainak száma 6213 fő (2023. december 31.).

## Népesség
A település népessége az elmúlt években az alábbi módon változott:
| Lakosok száma | 474  | 1155 | 2299 | 3461 | 5691 | 5818 | 6003 | 5994 | 6143 | 6213 |
|               | 1875 | 1950 | 1975 | 1987 | 2012 | 2014 | 2016 | 2017 | 2021 | 2023 |